# Steingrímur Hermannsson
Steingrímur Hermannsson (22. juni 1928 – 1. februar 2010) var Islands statsminister i to perioder, først fra 1983 til 1987, og derefter fra 1988 til 1991. Han var også udenrigsminister, justitsminister, landbrugsminister, fiskeriminister og transportminister. Endvidere var Hermannsson også Framsóknarflokkurinns partileder i 15 år, fra 1979 til 1994. 
Han var søn af statsminister Hermann Jónasson. Da han voksede op, var Island præget af Den store depression, og som ung hørte han ofte på når faren diskuterede 2. verdenskrig hjemme i stuen. Han ville ikke ind i politikken, men tog til USA for at studere i 1948. Hermannsson uddannede sig til ingeniør i Chicago, og på Caltech og blev direktør for Islands forskningsråd i 1957. Men i 1960'erne gik han alligevel ind i politikken og blev valgt til Altinget i 1971, før han blev partileder i 1979. 
Efter at have tjent som statsminister blev han chef for Islands Nationalbank, en stilling han havde fra 1994 til han blev pensionist i 1998.

## Politiske højdepunkt
I 1986 var han vært for topmødet i Reykjavík, hvor Michail Gorbatjov og Ronald Reagan mødte hinanden. Selv om det ikke blev vurderet som så vældig vellykket, banede det vejen for afslutningen på den kolde krig. Island var det første land som anerkendte Litauen som uafhængig af Sovjetunionen, noget som skyldtes Steingrímurs stærke støtte til Vytautas Landsbergis.

## Pensionist
Nogle ville nominere ham til præsident i 1996, men det takkede han nej til, han ønskede at gå af da han var 70 og ikke sidde ud over det. Efter at Hermannsson trak sig tilbage, holdt han til at begynde med en lav profil. Men senere engagerede han sig, blandt andet mod EU, og han blev mere kritisk overfor sit gamle parti. Hermannsson støttede et miljøinitiativ, som blev taget før valget i 2007 noget, hvilket medførte, at han næsten mistede rollen som sit partis grand old man. 
Hans erindringer, der udkom i tre bind fra 1998 til 2000, blev en bestseller. 